# Manuel Antonio Castro
Manuel Antonio Castro (Salta, Virreinato del Perú, 1772 - Buenos Aires, Argentina, 1832) fue un abogado y político argentino, Gobernador Intendente de Córdoba durante el período de las Provincias Unidas del Río de la Plata y destacado jurista.

## La Revolución de Mayo
Estudió en el Real Colegio Convictorio de Nuestra Señora de Monserrat (actual Colegio Nacional de Monserrat) en Córdoba y se graduó de abogado en la Universidad Mayor Real y Pontificia San Francisco Xavier de Chuquisaca. Fue nombrado secretario del presidente de la Real Audiencia de Charcas, y desde ese puesto participó en la Revolución de Chuquisaca de 1809, en que se destacó por su posición política moderada.
En los primeros días de 1810 se retiró a Buenos Aires, donde fue ayudante y abogado al servicio del virrey Baltasar Hidalgo de Cisneros. Cuando estalló la Revolución de Mayo se transformó en su abogado personal, para defenderlo en los posibles procesos a que fuera sometido. Pero no hubo proceso, sino sencillamente expulsión del ex virrey; el mismo día que Cisneros fue expulsado fue arrestado y fue confinado al interior de la provincia de Buenos Aires. Pero logró convencer al gobierno de su inocencia, y fue nombrado para integrar la Cámara de Apelaciones, y luego el Superior Tribunal de Justicia.
En la época del Éxodo Jujeño se trasladó a Tucumán y luego a Salta y Córdoba; también en esas ciudades ocupó cargos judiciales. Volvió a Buenos Aires tras la caída del Director Carlos María de Alvear. Fue uno de los redactores del Estatuto Provisional (especie de constitución) de 1815 y fundó la Academia de Jurisprudencia, de modo que influyó mucho en el derecho civil y penal de la época.
Su hermano mayor Saturnino Castro fue un destacado militar realista, que peleó en Tucumán y Salta y más tarde decidió la victoria de los realistas en la batalla de Vilcapugio sobre el Ejército del Norte. Su hermano Manuel lo convenció de pasarse a las filas independentistas, pero antes de que pudiera hacerlo, fue fusilado por orden del general Joaquín de la Pezuela en septiembre de 1814.
En 1816 formó en la comisión de reforma del Estatuto Provisional sancionado el año anterior, para convertirlo en una Constitución. Pero el Congreso de Tucumán lo dejó sin efecto. Viajó a Tucumán para abrir las sesiones del Congreso en nombre del Director Supremo, y editó la crónica de sus sesiones, escritas por el diputado Fray Cayetano Rodríguez.

## Gobernador de Córdoba
Siendo director de la Academia de Jurisprudencia de Buenos Aires, fue nombrado miembro de la Cámara de Apelaciones de Córdoba, el 6 de noviembre de 1816, dejando como reemplazante en dicha academia a Miguel Mariano de Villegas. Llegó a esa ciudad justo a tiempo de presenciar la derrota de los federales dirigidos por Juan Pablo Bulnes. Después viajó a Salta, a tratar de conseguir ayuda del general Güemes para enfrentar a los federales del litoral.
En marzo de 1817 el caudillo Bulnes volvió a rebelarse contra el gobernador Ambrosio Funes y, aunque fue vencido, el gobernador renunció. En su lugar fue nombrado Manuel Antonio Castro, reteniendo el cargo de camarista.
Fundó la Academia de Jurisprudencia de Córdoba y la biblioteca pública. Se unió a la Logia Lautaro, en tiempos en que ésta era dirigida por el director Pueyrredón y del ministro Tagle. Envió una fuerte expedición contra los indios del Chaco, pero ésta fue desviada contra los caudillos federales del noreste de la provincia. Dado que avanzaba en la provincia el sentimiento federal, suspendió las libertades públicas; hoy se diría que impuso el estado de sitio.
Nunca había sido popular. Si se mantuvo en el poder durante casi tres años, fue bajo la protección de los jefes militares directoriales, coroneles Francisco Sayós, Francisco Bedoya y Arenales.
Renunció en febrero de 1820, como resultado del motín de Arequito, y huyó a Buenos Aires antes de la entrada en la ciudad de Juan Bautista Bustos. Lo que temía ocurrió a los pocos días: primero se hizo cargo del gobierno José Javier Díaz, el fundador del federalismo cordobés, y luego lo tomó Bustos, el jefe de Arequito.

## De regreso en Buenos Aires

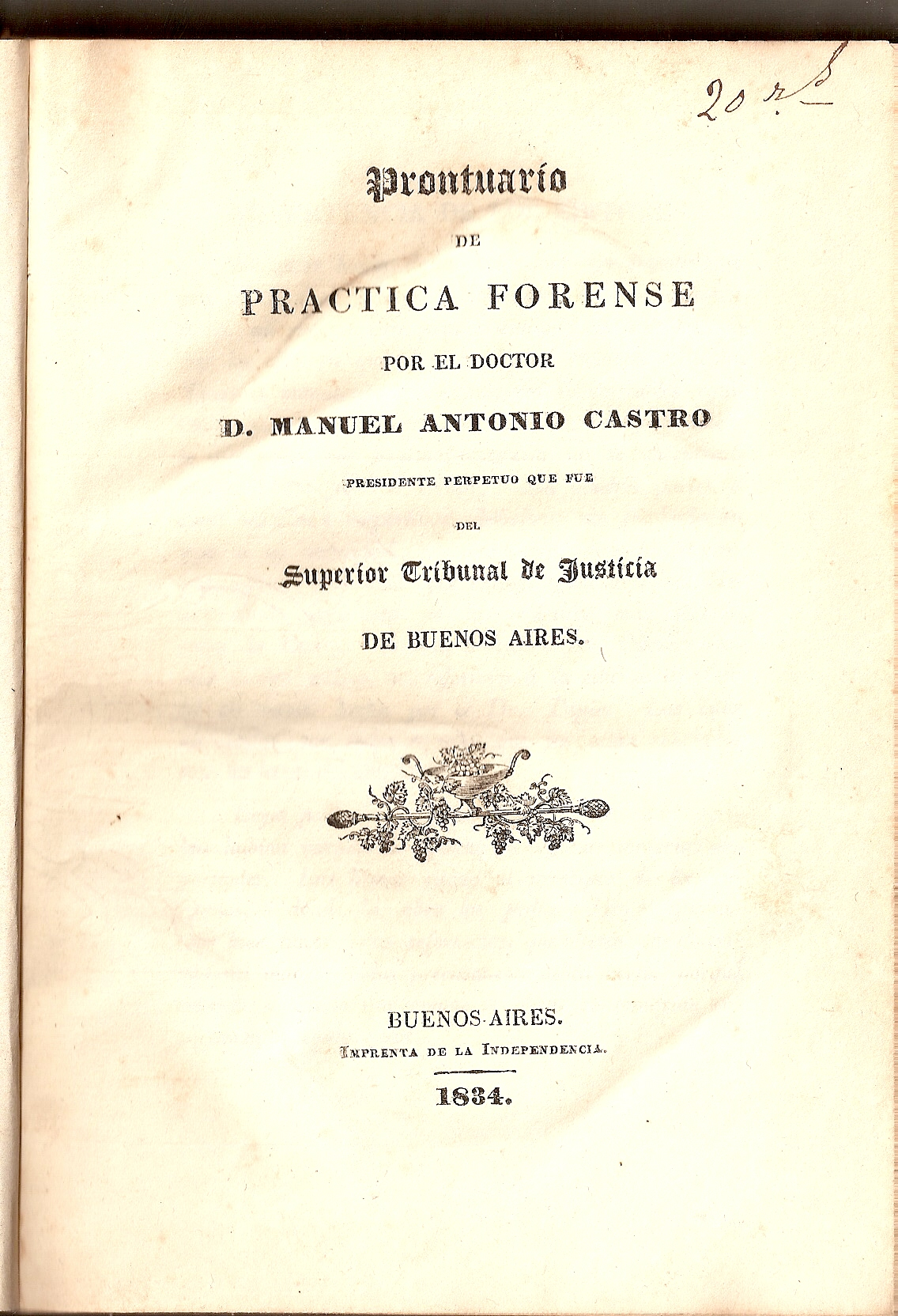
Tapa del Prontuario de práctica forense, 1834.

Castro se trasladó a Buenos Aires, donde dirigió por un tiempo el periódico oficial, la Gazeta de Buenos Ayres. Durante el gobierno de Martín Rodríguez fue presidente de la Corte de Justicia de Buenos Aires. En 1821 se aprobó su Código de Procedimientos de la provincia, el primero del país. También escribió un "prontuario de práctica forense", que sólo fue publicado después de su muerte.
Fue elegido diputado por Salta al Congreso General de 1824 y fue su primer presidente. Se destacó como un gran orador a favor de sus ideas unitarias. En gran medida fue el principal redactor de la Constitución Unitaria de 1826. Pero no llegó a jurarla, porque antes fue nombrado presidente de la Cámara de Justicia.
Unitario militante, apoyó la revolución de Juan Lavalle en 1828, y poco después fue miembro del Consejo Consultivo de su gobierno. Sin embargo, cuando triunfaron los federales no fue molestado. Durante el gobierno de Juan Manuel de Rosas fue presidente de la Cámara de Justicia provincial.
Falleció en Buenos Aires en agosto de 1832.